# كيتي وايسل
نص مائل
كاتي وايسل (بالإنجليزية: Katie Waissel )‏ (ولدت في 24 يناير 1986) هي مغنية وكاتبة أغاني نالت شهرة واسعة بعدما احتلت المركز السابع في الموسم السابع من ذا إكس فاكتور. وهي معروفة أيضًا بكونها شاركت في مسلسل تلفزيون الواقع "Celebrity Big Brother 18"، حيث احتلت فيه المركز الثامن.

## روابط خارجية
- كيتي وايسل على موقع ميوزك برينز (الإنجليزية)